# 1-й кавалерийский корпус Червонного казачества
1-й конный (кавалерийский) корпус Червонного казачества (1-й кк) — соединение конницы РККА во время Гражданской войны.

## История
1-й конный корпус Червонного казачества был сформирован на Юго-Западном фронте 26 октября 1920 года в составе 8-й и 17-й кавалерийских дивизий (кд). Командиром корпуса был назначен командир 8-й кавдивизии В. М. Примаков.
В ноябре 1920 года корпус в составе войск Юго-Западного фронта принимал участие в Советско-польской войне, а также в разгроме украинской армии под командованием С. Петлюры.
10 декабря 1920 года корпус вошёл в состав создаваемых в этот период Вооружённых Сил Украины и Крыма. 13 декабря 1920 корпусу было присвоено наименование «1-й Киевский конный корпус». В состав корпуса была введена 9-я кавалерийская дивизия.
По состоянию на 1 января 1921 в 1-й Киевский конный корпус входили 8-я Червонного казачества кд, 17-я кд, 9-я кд. В январе 1921 года корпус участвовал в боях против украинской армии Махно у Сквиры.
5 апреля 1921 года корпус убыл в г. Липовец, что восточнее г. Винницы.
С июня по ноябрь 1921 года командир корпуса В. М. Примаков возглавлял Подольский губернский участок по ликвидации бандитизма.
В июле 1921 года летучий отряд 1-го конного корпуса завершил разгром сил Махно на Полтавщине.
10 августа 1921 года 1-му Киевскому конному корпусу было присвоено почётное наименование «1-й конный корпус Червонного казачества им. всеукраинского центрального исполнительного комитета».
В ноябре 1921 года В. М. Примаков руководил операцией по разгрому закордонной банды атамана Палия.
30 ноября 1921 года 8-й Червонного казачества кавалерийской дивизии присвоено наименование «8-я Запорожская Червонного казачества кавалерийская дивизия», а 17-й Червонного казачества кавалерийской дивизии — наименование «17-я Черниговская Червонного казачества кавалерийская дивизия».
6 мая 1922 года 8-я Запорожская Червонного казачества кавалерийская дивизия получила наименование «1-я Запорожская Червонного казачества кавалерийская дивизия», а 17-я Черниговская Червонного казачества кавалерийская дивизия — наименование «2-я Черниговская Червонного казачества кавалерийская дивизия».
20 мая 1922 года 9-я Крымская кавалерийская дивизия получила наименование «9-я Крымская имени Совета народных комиссаров Украинской Социалистической Советской Республики кавалерийская дивизия».
1928 год. Этот гарнизон входил во вторую кавалерийскую дивизию. Два полка этой дивизии находились в городе Изъяслове. Дивизия входила в 1-й Червоноказачий корпус, штаб корпуса находился в городе Проскурове. Командиром корпуса был легендарный участник гражданской войны Ока Иванович Городовиков. Командиром нашего 7-го полка был Рыбалко. А командиром нашего 2-го эскадрона был Дворников.
[1] 2-я Черниговская Червонного казачества кавалерийская дивизия (2 кд) – кавалерийское соединение (кавалерийская дивизия) РККА Вооружённых Сил СССР.
[2] Изясла́в – город в Хмельницкой области Украины. Входит в Шепетовский район.
Весной 1936 года 2-я кд была выведена из состава корпуса и введена в состав 7-го кавалерийского корпуса.
В июне 1938 1-й конный корпус Червонного казачества им. Всеукраинского ЦИК был переименован в 4-й кавалерийский корпус.
Дислокация управления корпуса:
- м. Дзюньково Киевской губернии (28.10 — 15.11.1920);
- г. Белая Церковь Киевской губернии (15.11.1920 — 5.04.1921);
- Липовец, восточнее г. Винница, (5.04.1921 — …);
- г. Винница (1924);
- г. Жмеринка (6.09.1924 — 15.12.1925);
- г. Проскуров (15.12.1925 — июнь 1938).

## Полное название
На 26.10.1920 — Конный корпус.
На 13.12.1920 — 1-й Киевский конный корпус.
На 10.08.1921 — 1-й конный корпус Червонного казачества им. Всеукраинского ЦИК.

## Подчинение
- Юго-Западный фронт (26.10 - 10.12.1920)
- Вооружённые Силы Украины и Крыма, Киевский военный округ (10.12.1920 — 21.04.1922)
- Вооружённые Силы Украины и Крыма, Юго-Западный военный округ (21.04.1922 — 27.05.1922)
- Вооружённые Силы Украины и Крыма, Украинский военный округ (27.05.1922 — 23.08.1923)
- Вооружённые Силы СССР, Украинский военный округ (23.08.1923 - 17.05.1935)
- Киевский военный округ (17.05.1935 - ...06.1938)

## Командование
- Примаков, Виталий Маркович, командир корпуса (26 октября 1920 — 06.1924)
- Каширин, Николай Дмитриевич, командир корпуса (06.1924 — 09.1925)[1]
- Городовиков, Ока Иванович, командир корпуса (09.1925 — до 06.1932).
- Демичев, Михаил Афанасьевич, командир корпуса, (15.11.1932 — арестован 9.08.1937), комдив.
- Рябышев, Дмитрий Иванович, командир корпуса (13.09.1937-04.06.1940), комбриг, с 17.02.38 г. комдив.

## Состав
На 26.10.1920:
- - Конный корпус
    - 8-я Червонного казачества кавалерийская дивизия,
    - 17-я кавалерийская дивизия.

На 13.12.1920:
- - 1-й Киевский конный корпус
    - 8-я Червонного казачества кавалерийская дивизия,
    - 17-я кавалерийская дивизия.

На 27.05.1921:
- - 1-й Киевский конный корпус
    - 8-я кавалерийская дивизия Червонного казачества,
    - 17-я кавалерийская дивизия Червонного казачества.

На 10.08.1921:
- - 1-й конный корпус Червонного казачества им. Всеукраинского ЦИК
    - 8-я Червонного казачества кавалерийская дивизия,
    - 17-я Червонного казачества кавалерийская дивизия,
    - 9-я кавалерийская дивизия.

На 30.11.1921:
- - 1-й конный корпус Червонного казачества им. Всеукраинского ЦИК
    - 8-я Запорожская Червонного казачества кавалерийская дивизия,
    - 17-я Черниговская Червонного казачества кавалерийская дивизия,
    - 9-я Крымская кавалерийская дивизия.

На 06.05.1922:
- - 1-й конный корпус Червонного казачества им. Всеукраинского ЦИК
    - 1-я Запорожская Червонного казачества кавалерийская дивизия,
    - 2-я Черниговская Червонного казачества кавалерийская дивизия,
    - 9-я Крымская кавалерийская дивизия.

На 20.05.1922:
- - 1-й конный корпус Червонного казачества им. Всеукраинского ЦИК
    - 1-я Запорожская Червонного казачества кавалерийская дивизия,
    - 2-я Черниговская Червонного казачества кавалерийская дивизия,
    - 9-я Крымская имени Совета Народных Комиссаров Украинской Социалистической Советской Республики кавалерийская дивизия.

На 11.07.1925:
- - 1-й конный корпус Червонного казачества им. Всеукраинского ЦИК
    - 1-я Запорожская им. Французской компартии Червонного казачества кавалерийская дивизия,
    - 2-я Черниговская им. Германской компартии Червонного казачества кавалерийском дивизия,
    - 9-я Крымская имени Совета Народных Комиссаров Украинской Социалистической Советской Республики кавалерийская дивизия.

На 01.01.1935:
- -     - 1-я кавалерийская дивизия Червонного Казачества,
    - 2-я кавалерийская дивизия Червонного Казачества,
    - 9-я кавалерийская дивизия.
    - 1-й отдельный корпусной дивизион связи,
    - 1-й отдельный корпусной зенитно-артиллерийский дивизион,
    - 1-й отдельный корпусной авиационный отряд имени Рабочих и Крестьян Проскуровщины,
    - 1-е отдельное авиационное звено связи — с 1935 г.

На 12-15.09.1936:
- -     - 1-я Запорожская им. Французской компартии Червонного казачества кавалерийская дивизия.
    - 9-я кавалерийская дивизия,
    - 28-я кавалерийская дивизия,
    - 17-я механизированная бригада.

## Боевая деятельность

### 1920 год
- 26 октября

В соответствии с приказом командующего войсками Юго-Западного фронта от 26 октября 1920 г., № 2029 должен был формироваться Конный корпус в составе 8-й и 17-й кавалерийских дивизий.
- 28 октября

Управление корпуса начало формироваться в м. Дзюньково Киевской губернии по приказу командующего войсками Южного фронта № 272/68 от 28.10.20 г.
Командиром корпуса назначен Примаков, Виталий Маркович, первый командир куреня (полка) Червонного казачества, первый командир бригады Червонного казачества, первый командир 8-й дивизии Червонного казачества.
В состав корпуса вошли:
- - 8-я кд Червонного казачества, начальник дивизии Примаков, Виталий Маркович.
  - 17-я кд, начальник дивизии Боревич, Пётр Михайлович.
  - 9-я кавалерийская дивизия, начальник дивизии Чугунов, Пётр Петрович (18.10-18.11.20).
- 4 ноября начальником 17-й кд назначен Микулин, Владимир Иосифович (4.11-31.12.20).
- 10 ноября, на рассвете войска Юго-Западного фронта перешли в наступление. В течение 10-12 ноября соединения 14-й армии (24-я сд, 41-я сд, 45-я сд, 60-я сд) и Конный корпус под командованием В. М. Примакова нанесли крупное поражение противнику.
- 15 ноября управление корпуса переехало в г. Белую Церковь, что под Киевом.
- 18 ноября начальником 9-й кд назначен Карташев, Александр Ермолаевич (18.11.20- ?).
- 6 декабря начальником 8-й Червонного казачества кд назначен Григорьев, Пётр Петрович (6 — 26.12.20).
- 10 декабря созданы Вооружённые Силы Украины и Крыма в составе Киевского и Харьковского военных округов, Внутренней службы Украины, а также Морских сил Азовского и Чёрного морей. Конный корпус Червонного казачества вошёл в их состав.

На практике, с момента создания Конный корпус и 8-я дивизия в приказах и делопроизводстве Вооружённых Сил Украины и Крыма именовались «Червонно-казачьими», Причём, 8-я кавалерийская дивизия неофициально называлась 1-й конной Червонного казачества, а её полки соответственно — 1-м (43-й) Мелитопольским, 2-м (44-й) Бердянским, 3-м (45-й) Криворожским, 4-м (46-й) Новоушицким, 5-м (47-й) Ялтинским, 6-м (48-й) Лубенским Червонного казачества. 17-я кавалерийская дивизия упорно сохраняла свой официальный номер, а её полки — общевойсковую нумерацию: 97-й, 98-й, 99-й, 100-й, а также 1-й и 2-й бригады Г. И. Котовского.
- 13 декабря приказом председателя Реввоенсовета Республики Л.Д. Троцкого № 2797/559 (секретным) Конному корпусу присвоено наименование 1-й Киевский конный корпус.
- 26 декабря начальником 8-й кд Червонного казачества назначен Демичев, Михаил Афанасьевич.
- 30 декабря Совет народных комиссаров РСФСР принял решение о сокращении Красной Армии. Следующий 1921 год должен был стать годом перехода армии на мирное положение.
- 31 декабря начальником 17-й кд назначен Котовский, Григорий Иванович.

### 1921 год
- - 1-й Киевский конный корпус, командир корпуса Примаков, Виталий Маркович. Управление корпуса в г. Белая Церковь.
  - 8-я Червонного казачества кд, начальник дивизии Демичев, Михаил Афанасьевич.
  - 17-я кд, начальник дивизии Котовский, Григорий Иванович (31.12.20-?).
  - 9-я кавалерийская дивизия, начальник дивизии Карташев, Александр Ермолаевич.

В январе корпус ведёт бои у Сквиры против украинской армии Махно.
- 5 апреля корпус из Белой Церкви убыл в Липовец, что восточнее г. Винница.
- 27 мая приказом по 1-му конному корпусу № 65 17-й кавалерийской дивизии присвоено наименование 17-я Червонного казачества кавалерийская дивизия.

В июне командир 1-го корпуса В. М. Примаков назначен Начальником Подольского губернского участка по ликвидации бандитизма.
В июле летучий отряд 1-го конного корпуса окончательно добивает отряды Махно на Полтавщине.
Командир 1-го конного корпуса В. М. Примаков представил доклад о военной форме одежды для червонных казаков в секретариат Всеукраинского Центрального Исполнительного Комитета. Просьба Примакова была удовлетворена и ВУЦИК издал постановление от 3 августа 1921 года — корпусу Червонных Казаков вводились шаровары синие с красными лампасами в два с половиною дюйма шириною, синяя гимнастёрка, шинель кавалерийского образца с синими петлицами и с синим кантом по отрезу рукава и по воротнику; папаха серая для нечётных полков и чёрная для чётных, с красным верхом.
- 10 августа в соответствии с постановлением Всеукраинского Центрального Исполнительного Комитета 1-му Киевскому конному корпусу присвоено наименование 1-й коный корпус Червонного казачества им. Всеукраинского Центрального Исполнительного Комитета. Этим же постановлением для личного состава корпуса был введён нарукавный знак на левый рукав в форме красной пятиконечной звезды с буквами ВУЦИК, расположенными между лучами звезды. Такая же эмблема должна быть помещена на знамени корпуса.

В сентябре в основном завершилась реорганизация на территории Киевского военного округа. На территории округа осталось пять стрелковых дивизий и три кавалерийских: 8-я и 17-я Червонного казачества кд и 9-я кд, а также другие соединения и части.
12 сентября наименование 1-й конный корпус Червонного казачества им. Всеукраинского ЦИК было утверждено секретным приказом Реввоенсовета Республики № 1983/342).
До ноября В.М. Примаков являлся Начальником Подольского губучастка по ликвидации бандитизма.
В ноябре В.М. Примаков руководит операцией по разгрому закордонной банды атамана Палия.
- 30 ноября
  - Приказом РВСР № 2710/450 (секретным) 8-й Червонного казачества кавалерийской дивизии присвоено наименование 8-я Запорожская Червонного казачества кавалерийская дивизия.
  - Приказом РВСР № 2710/450 (секретным) 17-й Червонного казачества кавалерийской дивизии присвоено наименование 17-я Черниговская Червонного казачества кавалерийская дивизия.
  - Приказом РВСР № 2710/450 (секретным) 9-й кавалерийской дивизии присвоено наименование 9-я Крымская кавалерийская дивизия.

### 1922 год
- 1 января
  - 1-й конный корпус Червонного казачества им. Всеукраинского ЦИК, командир корпуса Примаков, Виталий Маркович. Управление корпуса в г. Липовец.
  - 8-я Запорожская Червонного казачества кавалерийская дивизия, начальник дивизии Демичев, Михаил Афанасьевич.
  - 17-я Черниговская Червонного казачества кавалерийская дивизия.
  - 9-я Крымская кавалерийская дивизия.
- 21 апреля Совет Труда и Обороны принял постановление в Вооружённых Силах Украины и Крыма (командующий ВС Фрунзе, Михаил Васильевич) о слиянии Киевского военного округа (командующий войсками округа Якир, Иона Эммануилович и Харьковского военного округа (командующий войсками округа Корк, Август Иванович) в Юго-Западный военный округ (командующий войсками округа Германович, Маркиан Яковлевич).

1-й конный корпус вошёл в состав Юго-Западного военного округа.
- 6 мая приказом РВСР № 1122/219 (секретным) 8-й Запорожской Червонного казачества кавалерийской дивизии присвоено наименование 1-я Запорожская Червонного казачества кавалерийская дивизия.
- 6 мая приказом РВСР № 1122/219 (секретным) 17-й Черниговской Червонного казачества кавалерийской дивизии присвоено наименование 2-я Черниговская Червонного казачества кавалерийская дивизия.
- 20 мая приказом РВСР № 1238/246 9-й Крымской кавалерийской дивизии присвоено наименование 9-я Крымская имени Совета Народных Комиссаров Украинской Социалистической Советской Республики кавалерийская дивизия.
- 27 мая Юго-Западный военный округ переименован в Украинский военный округ.

1-й конный корпус вошёл в состав Украинского военного округа.
- 14 октября начальником 2-й кд назначен Григорьев, Пётр Петрович.

В октябре командир корпуса В. М. Примаков убывает на учёбу в Москву на Высшие академические курсы.

### 1923 год
Ленинский Коммунистический Союз Молодёжи Украины шефствовал над 1-м конным корпусом Червонного казачества. Юноши и девушки знакомились с историей корпуса, его выдающимися командирами и казаками. Части корпуса пополнили 700 комсомольцев Украины.
В августе командир корпуса В. М. Примаков закончил учёбу в Москве на Высших академических курсах и возвратился в Корпус червонного казачества.
- 28 августа вместо Революционный военный совет Республики Россия создан Революционный военный совет СССР. Председателем РВС остался Л. Д. Троцкий.

### 1924 год
Управление корпуса дислоцируется в г.Винница.
В январе В .М. Примаков избирается делегатом II съезда Советов СССР.
В мае В. М. Примаков назначается начальником Высшей кавалерийской школы в г. Ленинграде.
- С 6 сентября управление корпуса дислоцируется в г. Жмеринка.

### 1925 год
- 11 июля приказом РВС СССР № 72У 1-й Запорожской Червонного казачества кавалерийской дивизии присвоено наименование 1-я Запорожская им. Французской компартии Червонного казачества кавалерийская дивизия.
- 11 июля приказом РВС СССР № 729 2-й Черниговской Червонного казачества кавалерийской дивизии присвоено наименование 2-я Черниговская им. Германской компартии Червонного казачества кавалерийском дивизия.
- С 15 декабря управление корпуса дислоцируется в г. Проскуров.

### 1927 год
В мае начальником 9-й кд назначен Вайнер, Леонид Яковлевич.

### 1928 год
- 1 января
  - 1-й конный корпус Червонного казачества им. Всеукраинского ЦИК, командир корпуса Городовиков, Ока Иванович (до 06.32). Управление корпуса в г. Проскуров.
  - 1-я Запорожская им. Французской компартии Червонного казачества кавалерийская дивизия, начальник дивизии Демичев, Михаил Афанасьевич (26.12.20-15.11.32).
  - 2-я Черниговская им. Германской компартии Червонного казачества кавалерийском дивизия, начальник дивизии Григорьев, Пётр Петрович.
  - 9-я Крымская имени Совета Народных Комиссаров Украинской Социалистической Советской Республики кавалерийская дивизия, начальник дивизии Вайнер, Леонид Яковлевич, (05.27 — 1.10.29).

Помощь в решении задач военного строительства Красной Армии оказывали партийные организации Украины, трудовые коллективы шефствовавшие над воинскими частями. Руководители партии и правительства Украины своим вниманием к жизни красноармейцев заслужили уважение личного состава частей. Председатель ВУЦИК Петровский, Григорий Иванович был избран почётным казаком 1-го конного корпуса Червонного казачества.
Командиры и бойцы испытывали чувство патриотической и интернациональной гордости от того, что шефами дивизий корпуса являлись коммунистические партии Франции и Германии. В 1928 корпус посетили посетили Кашен Марсель и Пик Вильгельм.

### 1930 год
- 1-й конный корпус, командир корпуса Городовиков, Ока Иванович. Управление корпуса в г. Проскуров.
- 1-я кд, командир дивизии Демичев, Михаил Афанасьевич.
- 2-я кд, командир дивизии Григорьев, Пётр Петрович.
- 9-я кд, командир дивизии Ушаков, Константин Петрович.

Началась механизация кавалерии, в состав кавдивизий включены один танковый эскадрон и один эскадрон бронемашин.

### 1931 год
- В 1931 увеличена механизация кавалерии, в состав кавдивизий включён механизированный полк.

### 1932 год
- - 1 января
  - 1-й конный корпус, командир корпуса Городовиков, Ока Иванович (до 06.32). Управление корпуса в г. Проскуров.
  - 1-я кд, командир дивизии Демичев, Михаил Афанасьевич.
  - 2-я кд, командир дивизии Григорьев, Пётр Петрович.
  - 9-я кд, командир дивизии Ушаков, Константин Петрович.
- 15 ноября командир 1-й кд Демичев, Михаил Афанасьевич назначен командиром 1-го кавкорпуса; командиром 1-й кд назначен Никулин, Иван Ефимович.

### 1935 год
- 1 января
  - 1-й конный корпус Червонного казачества им. Всеукраинского ЦИК, командир корпуса Демичев, Михаил Афанасьевич. Управление корпуса в г. Проскуров.
    - 1-я Запорожская им. Французской компартии Червонного казачества кавалерийская дивизия, командир дивизии Никулин, Иван Ефимович.
    - 2-я Черниговская им. Германской компартии Червонного казачества кавалерийском дивизия, начальник дивизии Григорьев, Пётр Петрович.
    - 9-я Крымская имени Совета Народных Комиссаров Украинской Социалистической Советской Республики кавалерийская дивизия, командир дивизии Ушаков, Константин Петрович, командир дивизии Ушаков, Константин Петрович.
    - Корпусные части: 1-й отдельный корпусной дивизион связи, 1-й отдельный корпусной зенитно-артиллерийский дивизион, 1-й отдельный корпусной авиационный отряд имени Рабочих и Крестьян Проскуровщины, 1-е отдельное авиационное звено связи.
- 10 января командиром 2-й кд назначен Маркевич, Николай Леонидович.
- В 1935 принят единый для Красной Армии штат механизированного полка кавдивизии: 1-й, 2-й, 3-й и 4-й эскадроны быстроходных лёгких танков БТ; 1-й и 2-й эскадроны плавающих танков Т-38; эскадрон танков резерва (20 танков); парковый эскадрон; командирский танковый взвод; пункт медпомощи; взвод связи и эскадрон боевого обеспечения (взвод ПВО, взвод регулировки двигателей, сапёрный взвод и химический взвод). Всего в полку имелось 90 танков (60 — БТ и 30 — Т-38), в том числе 20 танков резерва.
- 17 мая Украинский военный округ разделён на Киевский военный округ и Харьковский военный округ. 1-й кавкорпус вошёл в состав Киевского ВО.
- 8 августа Киевский военный округ приступил к практической деятельности.
- В 1935 кавалерийский корпус состоял из трёх кавалерийских дивизий, одной механизированной бригады, артиллерийского полка, дивизиона связи, авиаотряда и других специальных подразделений. В 1935 в Киевском военном округе формируется 7-й кавкорпус (23-я, 26-я и 28-я кд).
- 17-я механизированная бригада сформирована в 1935 г. в КиевВО. Имела на вооружении быстроходные лёгкие танки БТ. Дислоцировалась в г. Проскуров. Командир бригады Куркин Алексей Васильевич (1935? — ?), с сентября 1935 полковник.

### 1936 год
- 1 января
  - 1-й конный корпус Червонного казачества им. Всеукраинского ЦИК, командир корпуса комдив Демичев, Михаил Афанасьевич. Управление корпуса в г.Проскуров.
    - 1-я Запорожская им. Французской компартии Червонного казачества кавалерийская дивизия, командир дивизии Никулин, Иван Ефимович.
    - 9-я Крымская имени Совета Народных Комиссаров Украинской Социалистической Советской Республики кавалерийская дивизия, командир дивизии Ушаков, Константин Петрович.
    - 28-я кавалерийская дивизия,
    - 17-я механизированная бригада. Командир бригады полковник Куркин А.В. Дислоцировалась бригада в г. Проскуров.
- Весной 1936 2-я кд выведена из состава корпуса и введена в состав 7-го кавалерийского корпуса.
- В ноябре 1936 командиром 1-й кд назначен комбриг Хацкилевич, Михаил Георгиевич (11.36-07.37).

### 1937 год
- 13 июня арестован бывший командир 1-й кд Никулин, Иван Ефимович.
- 9 августа арестован командир 1-го кавкорпуса комдив Демичев, Михаил Афанасьевич.
- В сентябре командиром 1-го кавкорпуса назначен комбриг Рябышев, Дмитрий Иванович.

### 1938 год
- 17 февраля командиру 1-го кавкорпуса комбригу Рябышеву Д.И., присвоено воинское звание комдив.

В 1938 17-я механизированная бригада переименована в 23-ю легкотанковую бригаду.
В июне 1-й конный корпус Червонного казачества им. Всеукраинского ЦИК переименован в 4-й кавалерийский корпус.
В июне 1-я кавалерийская дивизия переименована в 32-ю кавалерийскую дивизию.
- 26 июля Главный Военный совет Красной Армии принял постановление преобразовать Киевский военный округ в Киевский Особый военный округ (КОВО), а в округе создать группы армейского типа. В их числе кавалерийская армейская группа. Кавалерийская армейская группа являлась подвижным объединением, состоявшим из двух кавалерийских корпусов (2-го и 4-го), а также артиллерийских, танковых, инженерных и других частей.

4-й кавалерийский корпус вошёл в состав Кавалерийской армейской группы.